# ヤグル
ヤグルは旧約聖書に登場する町の名前である。「住居」を意味するヘブル語で、ユダ族の相続地の一つで、エドムの国境近くにある最南端の町である。
ユダ族は11の地区に分けられていたが、ヤグルはその第1地区であった。ベエル・シェバの東14kmにあり、現在はテル・クールであると言われる。
南ユダ王国のウジヤは異邦人の町であったグル・バアルを平定した。このグル・バアルはヤグルであると言われる。